# 이색 초상
이색초상(李穡肖像)은 고려 말 삼은 가운데 1인이었던 목은 이색의 초상화이다. 4본 5점이 전해지며, 대한민국의 보물 제1215호이다. 

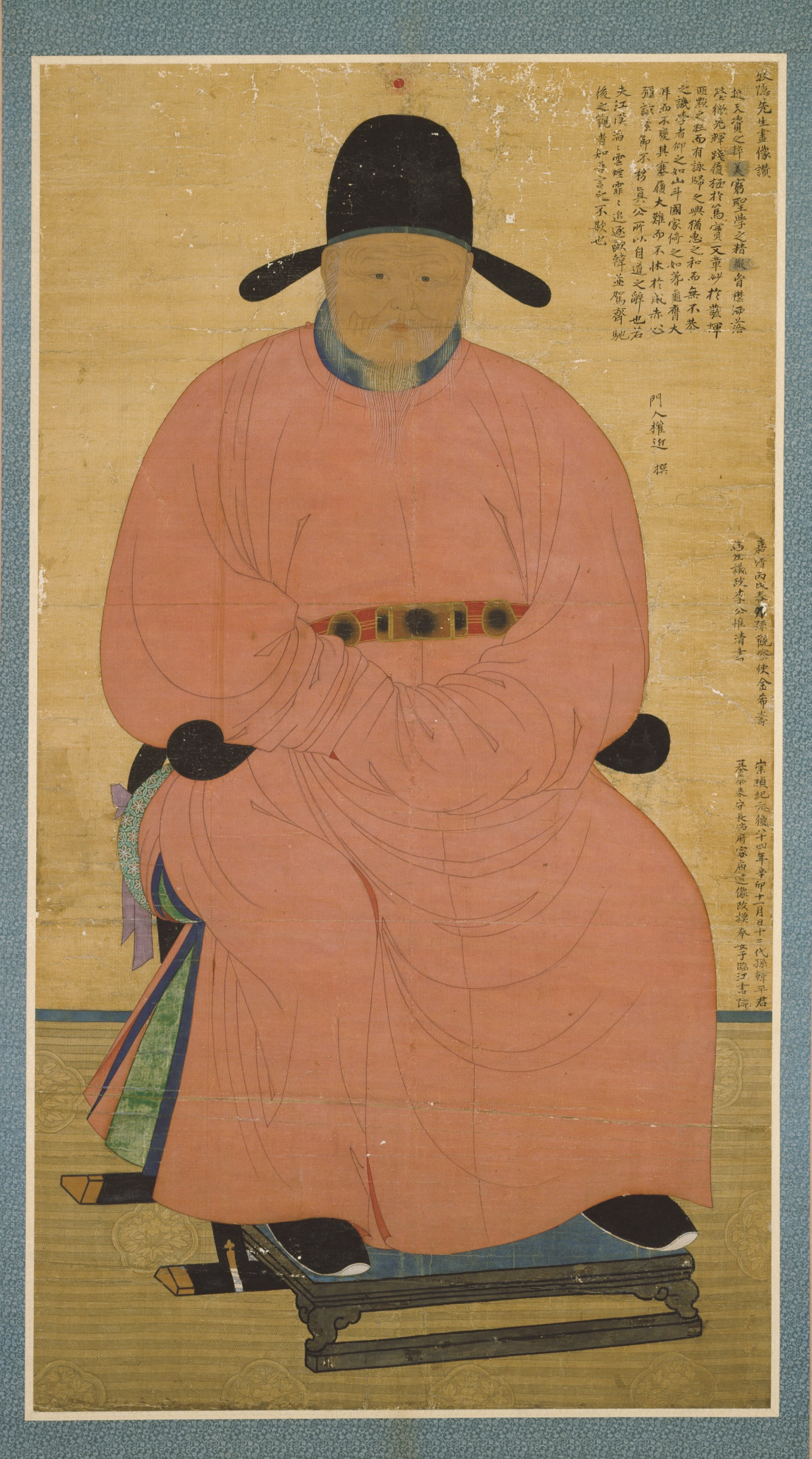
이색 초상(李穡肖像)
_국가유산청

허목의 《목은화상기》(牧隱畵像記)에 의하면, 원래 관복과 평상복의 초상화 두 점이 있었는데 평상복본은 전하지 않고 오직 관복본만이 서천 문헌서원과 예산 문정공영당에 보관되어 왔다고 한다.
당시 문헌서원본에는 태종 14년(1414년)에 권근이 쓴 찬문이 있었고 문정공영당본에는 중종 9년(1514년)이라는 연기가 있었다고 한다.

## 참고자료
- 이색 초상 - 국가유산청 국가유산포털

 본 문서에는 서울특별시에서 지식공유 프로젝트를 통해 퍼블릭 도메인으로 공개한 저작물을 기초로 작성된 내용이 포함되어 있습니다.